# Томас Дол
Томас Дол (на немски: Thomas Doll) е бивш германски футболист и настоящ треньор, роден на 9 април 1966 г. в Малхин, ГДР. През 1992 става вицешампион на Европейското първенство в Швеция.

## Кариера

### Кариера като футболист
Дол започва да тренира футбол в Локомотив Малхин. След това играе за Ханза Рощок в Оберлигата на ГДР. Четири години прекарва в Динамо Берлин и след отлични изяви е закупен от Хамбургер, където играе през сезон 1990/1991. След това преминава в Лацио за високата по това време сума от 15 милиона марки, които се оказват спасяващи за намиращия се във финансова криза германски отбор. През 1993 е продаден на Айнтрахт Франкфурт, където поради контузии изиграва само 28 мача за два сезона. Следват две години в Бари, преди през 1998 г. Дол да заиграе отново в Хамбург, където през 2001 слага край на кариерата си. През тези три последни сезона той отново се бори със здравословни проблеми, заради които не изиграва нито един мач от начало докрай.
Дол има мачове за националните отбори както на ГДР, така и на Германия след обединението. С Германия участва на Евро 1992, където става вицешампион.

### Кариера като треньор
Томас Дол започва треньорската си кариера през 2002 г. начело на дублиращия отбор на Хамбургер. През 2004 заема мястото на Клаус Топмьолер в „А“ отбора и от последното място на класирането го изкарва на осмо. Следващата година Хамбургер печели Купата Интертото и влиза в групите на Купата на УЕФА, а в първенството изиграва серия от добри мачове и финишира на трето място. Преди следващия сезон няколко от основните играчи напускат Хамбургер и въпреки влизането в групите на Шампионската лига, отборът не се представя добре на домашната сцена и след 20 мача е на последно място. След това незадоволително представяне (3 победи от 28 официални мача през сезона) Дол е уволнен и на негово място идва Хууб Стевенс. Любопитното е, че Дол „оставя“ отбора на същата позиция, от която го е поел преди три години.
На 13 март 2007 г. Дол заема мястото на Юрген Рьобер начело на закъсалия Борусия Дортмунд, като в края на сезона го спасява от изпадане. Следващият сезон отново не е успешен за Борусия и след 13-о място в класирането и загубен финал за Купата на Германия Дол подава оставка.

## Отличия
След като успява да спаси Хамбургер от изпадане и дори го превръща отново в отбор, борещ се за челните места, през 2005 г. Дол е избран за Мъж на годината в германския футбол и за Хамбургчанин на 2005-а.